# Callionymus huguenini
Callionymus huguenini is een straalvinnige vissensoort uit de familie van de pitvissen (Callionymidae). De wetenschappelijke naam van de soort is voor het eerst geldig gepubliceerd in 1858 door Bleeker.